# Atimia maculipuncta
Atimia maculipuncta är en skalbaggsart som först beskrevs av Semenov och Plavilstshikov 1937.  Atimia maculipuncta ingår i släktet Atimia och familjen långhorningar. Inga underarter finns listade.